# Nanjing World Trade Center Tower 1
| Dieser Artikel wurde auf der Qualitätssicherungsseite des WikiProjekts Planen und Bauen eingetragen. Dies geschieht, um die Qualität der Artikel aus den Themengebieten Bautechnik, Architektur und Planung auf ein akzeptables Niveau zu bringen. Dabei werden Artikel, die nicht maßgeblich verbessert werden können, möglicherweise in die allgemeine Löschdiskussion gegeben. Hilf mit, die inhaltlichen Mängel dieses Artikels zu beseitigen, und beteilige dich an der Diskussion! |

Der Nanjing World Trade Center Tower 1 soll mit 328 Metern und 69 Etagen einer der höchsten Wolkenkratzer in Nanjing, der Hauptstadt der chinesischen Provinz Jiangsu, werden. Der Baubeginn war 2012, die Fertigstellung war für das Jahr 2019 geplant. Der Tower soll das höchste Gebäude des Drei-Gebäude-Komplexes Nanjing World Trade Center im Stadtbezirk Jianye werden. Die beiden Tower 2 und 3 erreichen eine Höhe von 168 Metern und 158 Metern.